# Astrògraf

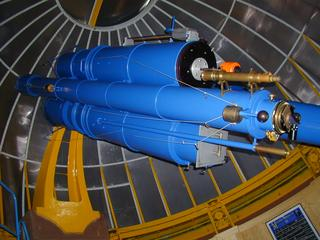
L'Astrògraf doble Bruce de l'observatori Heidelberg-Königstuhl, f=200 cm, d=40 cm

Un astrògraf és un telescopi fotogràfic usat en astrografia. Els seus principals paràmetres són el diàmetre i el focus d'un objectiu que determina l'eficiència òptica i l'escala de la imatge en la placa fotogràfica.
Els astrògrafs d'ampli angle amb un focus menor a un metre s'usen per fotografiar enormes àrees del firmament. Els astrògrafs amb un focus inferior als 10-15 metres s'usen per mesurar amb precisió la posició dels astres. Molts observatoris del món estan equipats amb astrògrafs amb focus de 3,4 metres per a la detecció d'asteroides, meteors i cometes.

## Aplicacions

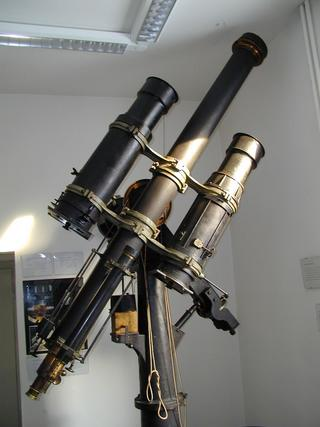
Astrògraf doble de l'observatori Heidelberg-Königstuhl d'Alemanya

### Astrometria
En astrometria s'usa per a l'enregistrament d'imatges que s'usaran en el mapatge de la posició dels objectes en una àmplia àrea del cel. Aquests mapes es publiquen en catàlegs i serveixen com a punts de referència d'imatges de l'espai profund.

### Classificació estel·lar
Els astrògrafs utilitzats en la classificació estel·lar consisteixen en dos telescopis idèntics muntats en el mateix suport (astrògraf doble). Cada camp del cel es pot fotografiar simultàniament en dos colors (normalment blau i groc). Cada telescopi un objectiu no acromàtics específicament dissenyat per a enfocar la longitud d'ona de la llum que s'acobli amb el respectiu color sensible (blanc i negre) de la placa fotogràfica. En altres casos s'usa un telescopi senzill per fer dues exposicions de la mateixa part del cel amb diferents filtres de color en cada fotografia. Això permet als astrònoms mesurar el color, així com la lluentor (magnitud), de cada estrella fotografiada. Aquests colors donaran idea de la seva temperatura. Coneixent el color i la magnitud d'una estrella els astrònoms poden determinar la distància. Els camps del cel que es fotografien amb una diferència de dècades entre les dues exposicions revelen el moviment propi d'una estrella propera quan es mesura contra el fons de les estrelles o galàxies distants.

### Descobriment dels objectes astronòmics
En prendre dues exposicions de la mateixa secció dels dies de cel o setmanes de diferència, és possible trobar objectes com asteroides, meteors, cometes, estrelles variables, noves, i fins i tot planetes desconeguts. En comparar el parell d'imatges, utilitzant un dispositiu tal com un comparador de parpelleig, els astrònoms són capaços de trobar objectes que es movien o canviar brillantor entre les dues exposicions o simplement apareixen en una imatge única, com en el cas d'una nova o meteor. Fins i tot, de vegades els objectes es poden trobar en una exposició, ja que un objecte en moviment ràpid apareixerà com una "línia" en una llarga exposició.
Un cas ben conegut d'un astrògraf utilitzat en un descobriment és Clyde Tombaugh que va descobrir el planeta nan Plutó el 1930. Tombaugh va ser l'encarregat de la caça d'un presumpte "novè planeta" en aconseguir ser fotografiat sistemàticament l'àrea del cel al voltant de l'eclíptica. Tombaugh va utilitzar l'Observatori Lowell de 330 mm (3 elements de lent), l'astrògraf refractor f/5.3, que va gravar les imatges en 360 mm x 430 mm en plaques de vidre.